# Sullana (distrito)
Sullana é um distrito do Peru, departamento de Piura, localizada na província de Sullana.

## Transporte
O distrito de Sullana é servido pela seguinte rodovia:
- PE-1NN, que liga o distrito à Zapotillo (Fronteira Equador-Peru) - e a rodovia equatoriana E25 - no distrito de Lancones
- PI-102, que liga a cidade ao distrito de Paita
- PE-1NL, que liga a cidade ao distrito de Suyo
- PE-1N, que liga o distrito de Aguas Verdes (Região de Tumbes - Ponte Huaquillas/Aguas Verdes (Fronteira Equador-Peru) - e a rodovia equatoriana E50 - à cidade de Lima (Província de Lima) [1][2][3]